# Román Torroja Quinzà
Román Torroja Quinzà (Reus, Catalunya 22 de febrer del 1852 - L'Havana, Cuba 17 de març del 1896) va ser un militar català.
Fill de l'advocat i polític Bernat Torroja, i germà del diplomàtic Joaquim Torroja, va entrar al cos d'infanteria a inicis de l'any 1875, com a alferes de les Milícies Nacionals, graduació que li va ser reconeguda quan aquestes es van dissoldre el 1876. Va participar en accions militars a Navarra contra les guerrilles carlines. Va marxar a Cuba el mateix 1876, d'on va tornar el 1878 amb la graduació de tinent. Va tenir diversos destins a la península, i l'any 1886 es va embarcar cap a Àfrica destinat a Melilla. El 1888 va contraure matrimoni amb Lliberada Belaval, i va ser destinat a Tarragona, on  era instructor militar i el 1893 va participar en la reorganització del Sometent. Enviat una altra vegada a Cuba el 1895, va prendre part en nombroses accions de guerra, amb el grau de capità. A Río Piedras, (Puerto Rico), va defensar un fortí contra forces insurrectes molt superiors en nombre, i per aquests fets va ser guardonat amb la Medalla de Maria Cristina de primera classe. Situat prop de l'Havana, en un lloc anomenat «el Galope», el 16 de març de 1896, va ser ferit per arma de foc i va morir l'endemà. El Diario de Reus del 15 de març de 1898 en va publicar una necrològica.